# نیما انتظاری
نیما انتظاری (زادهٔ ۲۸ تیر ۱۳۷۵در بابل) بازیکن فوتبال اهل ایران است که در پست هافبک میانی برای باشگاه فوتبال پیکان در لیگ برتر خلیج فارس بازی می‌کند.

## افتخارات
باشگاهی
- جام حذفی
- نایب قهرمانی در جام حذفی فوتبال ایران ۹۷–۱۳۹۶ به همراه تیم خونه به خونه بابل
- لیگ برتر امید
- قهرمانی در لیگ برتر فوتبال امید ایران ۱۳۹۵ به همراه تیم زیر ۲۱ سال خونه به خونه بابل